# Кунавін Олександр Михайлович
Кунавін Олександр Михайлович (10 серпня 1780 — 1814) — рос. художник.

## Біографія
Навчався в Петербурзькій АМ у Щедріна та Федора Алексєєва. 1800 року був відряджений до Москви, де під керівництвом Ф. Воробйова виконував «перспективні» краєвиди міст.
У 1810-х роках їздив по Україні й намалював численні пейзажі маєтків, монастирів, парків, сіл та пам'ятки архітектури на Полтавщині, Чернігівщині та Київщині. Твори Кунавіна — своєрідні документи історії української садибної архітектури.

## Твори

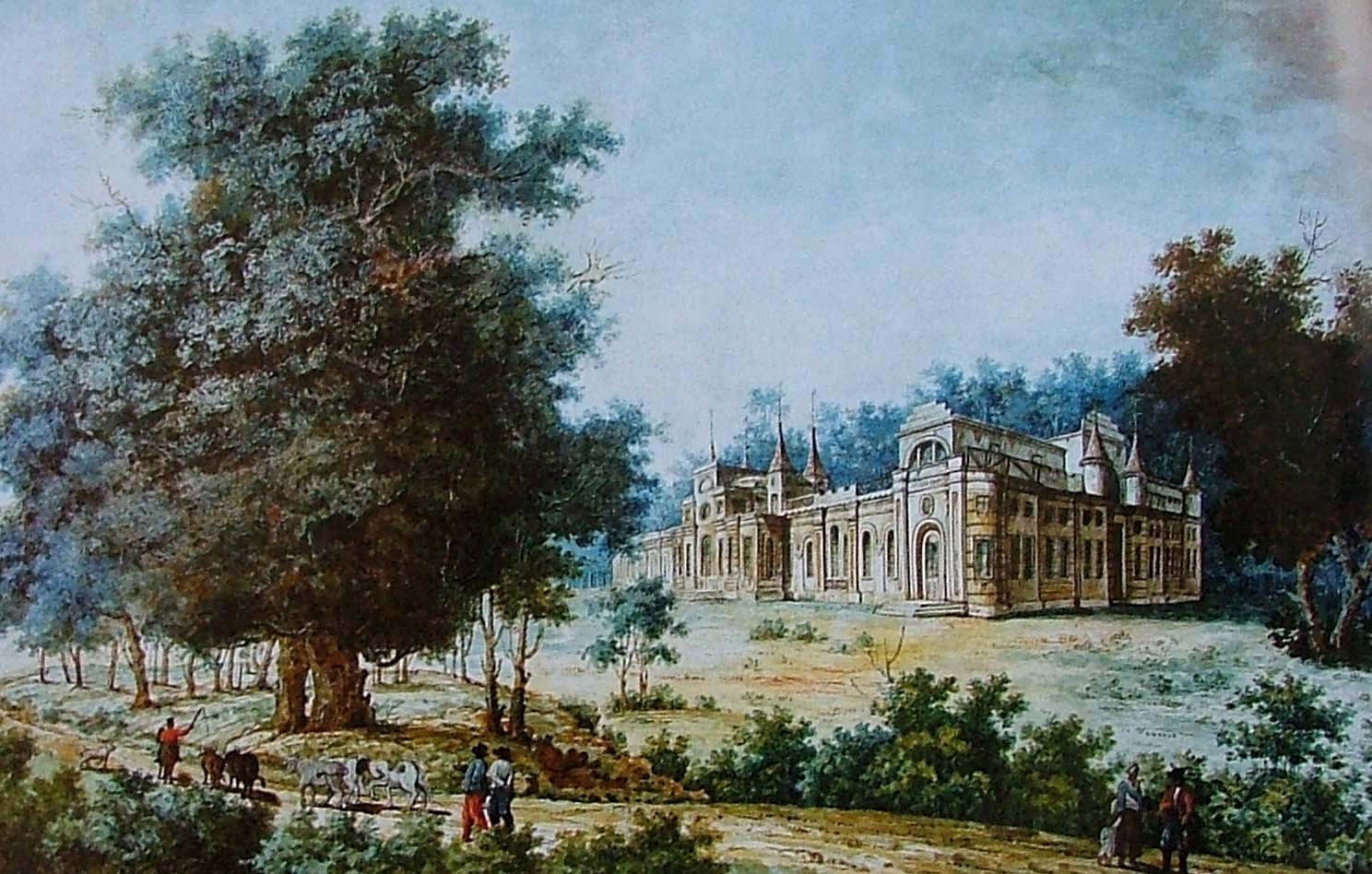
Палац Румянцева у Качанівці. Кінець 18 століття.

- «Вид на Красногорський монастир з-за річки Псла», «Видок Миргорода», 1809;
- «Краєвид Лялича — маєтку графа П. Завадовського», «Вид села Кибинців»,
- види Полтави (1804, награвіровані І. К. Стадлером, експонуються у ПКМ),
- «Вид на містечко Санжари»,
- «Вид міста Миргорода на річці Хорол» (1809),
- «Вид околиці Лубен по дорозі на Лохвицю»,
- «Вид села Кибинців»,
- види садиб графа Завадовського, Судієнків, Очкинів, Будлянського.

Твори зберігаються у НХМ у Києві, музеях Москви.